# سوسن والترز
سوسن والترز (انگلیسی: Susan Walters؛ زادهٔ ۲۸ سپتامبر ۱۹۶۳) یک هنرپیشه اهل ایالات متحده آمریکا است. 
او در فیلم تا تو بودی بازی کرده است.